# Symphurus novemfasciatus
Symphurus novemfasciatus is een straalvinnige vissensoort uit de familie van hondstongen (Cynoglossidae). De wetenschappelijke naam van de soort is voor het eerst geldig gepubliceerd in 1984 door Shen & Lin.